# التنظيم (لبنان)
التنظيم، حركة سياسية وميليشيا لبنانية سابقة، يرجع تأسيسها إلى أواخر الستينات. انضمت مع بداية الحرب الأهلية اللبنانية إلى الجبهة اللبنانية، وخاضت ميليشيتها التي كان يقودها الدكتور فؤاد الشمالي وقوامها حوالي 1500 عنصر، عدة معارك ضد مقاتلين منظمة التحرير الفلسطينية ومسلحين الحركة الوطنية اللبنانية. من أبرز المعارك التي شاركت فيها معركة الكرنتينا ومعركة تل الزعتر. كان التنظيم من أول المنضمين إلى القوات اللبنانية وأصبح جورج عدوان أحد قياديه نائبا للبشير الجميل. لم تنشر الحركة أي بيانات توضح مواقفها من 1989 إلى يناير 2005 حين نشرت بيانا تعلن مساندتها للقرار 1559. أمينها العام عبيد زوين.

## وصلات خارجية
- موقع التنظيم